# Verbascum yemense
Verbascum yemense är en flenörtsväxtart som beskrevs av Defl.. Verbascum yemense ingår i släktet kungsljus, och familjen flenörtsväxter. Inga underarter finns listade i Catalogue of Life.